# Sadkivți, Șarhorod
Sadkivți (în ucraineană Садківці) este o comună în raionul Șarhorod, regiunea Vinnița, Ucraina, formată numai din satul de reședință.

## Demografie
Componența lingvistică a satului Sadkivți
     Ucraineană (99,69%)
     Alte limbi (0,31%)
Conform recensământului din 2001, majoritatea populației satului Sadkivți era vorbitoare de ucraineană (99,69%), existând în minoritate și vorbitori de alte limbi.